# Mokpo
Mokpo of Mogpo is een stad in de Zuid-Koreaanse provincie Jeollanam-do. De stad telt bijna 250.000 inwoners en ligt in het zuidwesten van het land.
In 1876 sloot Japan het Verdrag van Kanghwa waarmee het toegang kreeg tot een drietal havens in Korea om handel te drijven. Op 1 oktober 1897 werd Mokpo ook een open haven, na de havens van Busan, Wonsan en Incheon. Voor Japan had Mokpo een groot geografisch voordeel omdat het halverwege Nagasaki en het Chinese vasteland lag. Snel na 1897 kwamen er Japanse kolonisten en zij vestigden zich vooral in de huidige wijk Yudal-dong, dicht bij de haven. Het Japanse consulaat bleef in deze plaats tot 1910.
Buiten de stad kochten de Japanse kolonisten landbouwgrond. De rijstteelt was belangrijk en veel rijst werd via de haven van Mokpo getransporteerd naar Japan. Na 1905 nam de toestroom van Japanse kolonisten. Met de volledige annexatie van Korea door Japan in 1910, kreeg de stad een nieuwe naam, Mokpo-bu, en breidde de Japanse Oriental Development Company haar activiteiten in de stad uit. In 1914 kwam de spoorlijn gereed met Daejeon. Tijdens de Japanse koloniale periode werd de haven van Mokpo gebruikt om producten uit de regio naar Japan af te voeren.
Onder president Park Chung-hee was er sprake van een hoge economische groei in Zuid-Korea. De haven en de stad werden flink uitgebreid mede door landaanwinning. Diverse eilanden werden met elkaar verbonden door de zee ertussen op te vullen met zand of de bouw van bruggen.
Op 1 oktober 1997 vierde Mokpo zijn honderdjarig bestaan als havenstad.

## Partnersteden
- Beppu, Japan (sinds 1984)
- Hammerfest, Noorwegen (sinds 1962)
- Lianyungang, China (sinds 1992)
- Changwon, Zuid-Korea (sinds 1998)
- Seodaemun-gu, Zuid-Korea (sinds 2005)
- Xiamen, China (sinds 2007)